# جشنواره فیلم کن ۱۹۹۲
چهل و پنجمین دوره جشنواره فیلم کن در این دوره فیلم بهترین نیات، بیله آگوست برنده نخل طلا میشود. این دومین بار است که فیلمی از کشور دانمارک برنده نخل طلا میشود. تیم رابینز نیز برای بازیگر برنده بهترین بازیگر مرد میشود.

## هیئت داوران

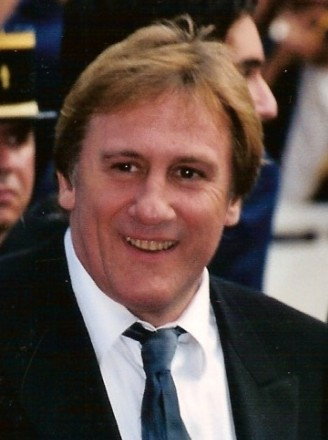
ژرار دوپاردیو, رئیس هیئت داوران

- ژرار دوپاردیو
- جان بورمن
- کارلو دی پالما
- جیمی لی کرتیس
- Joële Van Effenterre
- نانا جرجادزه
- پدرو آلمودوار
- Serge Toubiana

## مسابقه
فیلم‌های زیر برای بخش مسابقه انتخاب شده‌اند:
- غریبه‌ای در میان ما - سیدنی لومت
- Au pays des Juliets - Mehdi Charef
- غریزه اصلی - پل ورهوفن
- Crush - Alison Maclean
- بهترین نیات - بیله آگوست
- رؤیای روشنایی - ویکتور اریسه
- El viaje - فرناندو سولاناس
- هواردز اند (فیلم) - جیمز ایوری (کارگردان)
- Hyènes  - جیبریل دیوپ مامبتی
- بچه‌های دزدیده‌شده - جانی آملیو
- L'oeil qui ment - رائول روئیز
- La sentinelle - ارنو دپلشن
- بازگشت کازانووا - ادوار نیرمانس
- Luna Park - پاول لونگین
- Léolo - Jean-Claude Lauzon
- موش و آدم (فیلم ۱۹۹۲) - گری سینایس
- Samostoyatelnaya zhizn - ویتالی کانوسکی
- مردان ساده - هال هارتلی
- روز طولانی تمام می‌شود - ترنس دیویس
- بازیگر (فیلم ۱۹۹۲) - رابرت آلتمن
- توئین پیکس: با من بر آتش برو - دیوید لینچ

## برندگان
- نخل طلا: بهترین نیات - بیله آگوست

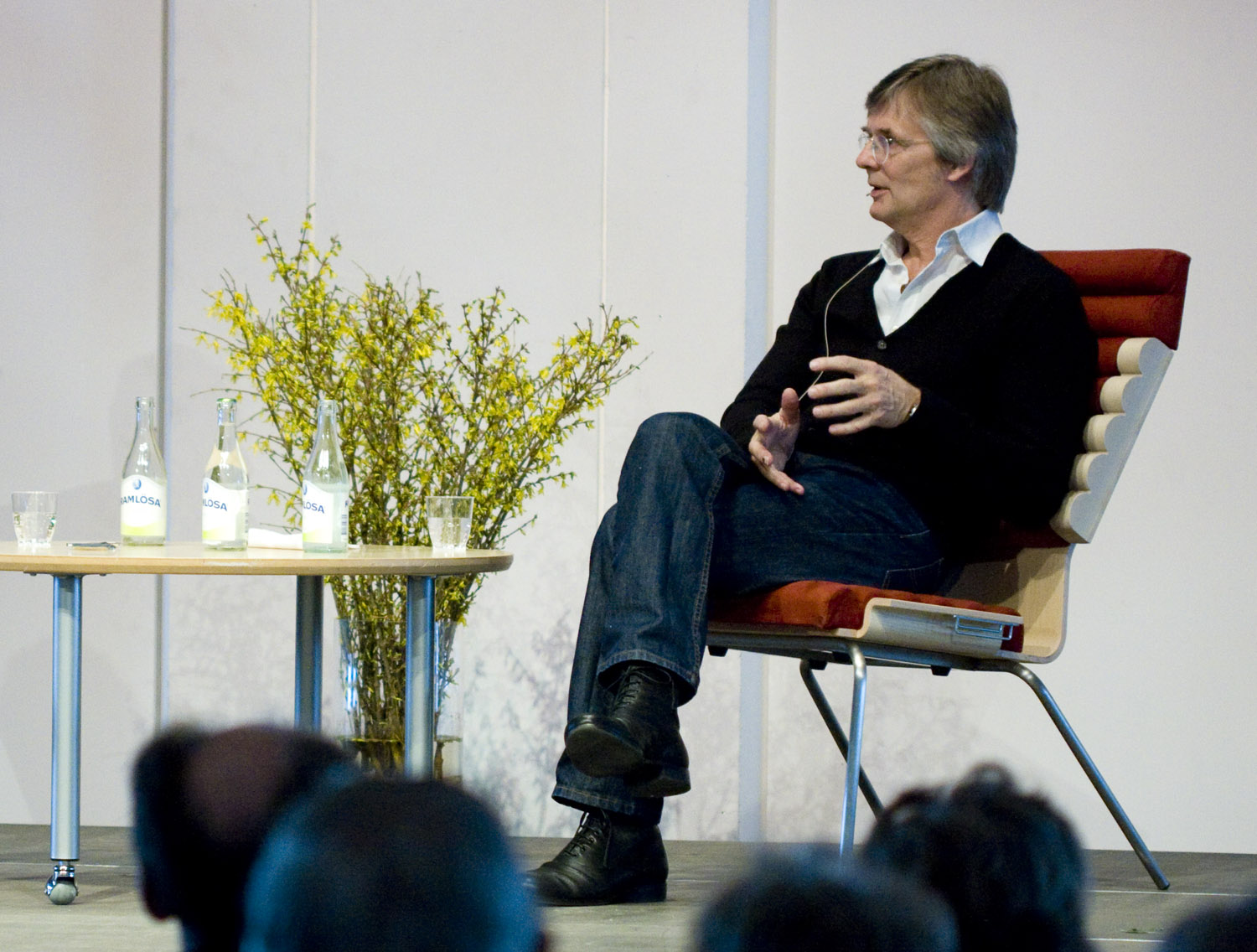
بیله آگوست, برنده نخل طلا

- جایزه بزرگ (جشنواره فیلم کن): بچه‌های دزدیده‌شده - جانی آملیو
- جایزه هیئت داوران جشنواره فیلم کن:
  - رؤیای روشنایی - ویکتور اریسه
  - Samostoyatelnaya zhizn - ویتالی کانوسکی
- جایزه بهترین بازیگر مرد جشنواره فیلم کن: تیم رابینز برای بازیگر (فیلم ۱۹۹۲)
- جایزه بهترین بازیگر زن جشنواره فیلم کن: پرنیلا آگوست برای بهترین نیات
- جایزه بهترین کارگردان جشنواره فیلم کن: رابرت آلتمن برای بازیگر (فیلم ۱۹۹۲)